# 圓鰭視星鯰
圓鰭視星鯰，為輻鰭魚綱鯰形目視星鯰科的其中一種，為熱帶淡水魚，分布於南美洲埃斯梅拉達河及厄瓜多爾太平洋沿岸淡水流域，體長可達3公分，棲息在底層水域，生活習性不明，可做為食用魚。

## 扩展阅读
維基物種上的相關：圓鰭視星鯰